# Андроново (Куньїнський район)
Андроново (рос. Андроново) — присілок в Куньїнському районі Псковської області Російської Федерації.
Населення становить 44 особи. Входить до складу муніципального утворення Пухновська волость.

## Історія
Від 2015 року входить до складу муніципального утворення Пухновська волость.

## Населення
| 2001 | 2002 | 2010 |
| ---- | ---- | ---- |
| 86   | ↘72  | ↘44  |